# (13213) Maclaurin
(13213) Maclaurin  es un asteroide perteneciente al cinturón de asteroides, descubierto el 3 de mayo de 1997 por Eric Walter Elst desde el Observatorio de La Silla, en Chile.

## Designación y nombre
Maclaurin se designó inicialmente como 1997 JB15.
Más adelante fue nombrado en honor al matemático escocés  Colin Maclaurin (1698-1746).

## Características orbitales
Maclaurin orbita a una distancia media del Sol de 2,2505 ua, pudiendo acercarse hasta 2,0450 ua y alejarse hasta 2,4560 ua. Tiene una excentricidad de 0,0913 y una inclinación orbital de 3,7250° grados. Emplea en completar una órbita alrededor del Sol 1233 días.

## Características físicas
Su magnitud absoluta es 14,5. Tiene 3,131 km de diámetro. Su albedo se estima en 0,343.